# Italiens Grand Prix 2005
Italiens Grand Prix 2005 var det femtonde av 19 lopp ingående i formel 1-VM 2005.

## Rapport
Kimi Räikkönen i McLaren hade den bästa kvalificeringstiden, men stallet valde att göra ett motorbyte, varför Räikkönen fick flytta tio platser bakåt och istället starta från den elfte startrutan. Den näst snabbaste, som var Räikkönens stallkamrat Juan Pablo Montoya, fick därmed överta pole position. Montoya tog starten och ledde sedan loppet från start till mål. Loppet var ovanligt därför att alla de startande bilarna kom i mål.
En stor besvikelse för Ferrari var dock att man inte tog någon poäng på sin hemmabana.

## Resultat
1. Juan Pablo Montoya, McLaren-Mercedes, 10 poäng
2. Fernando Alonso, Renault, 8
3. Giancarlo Fisichella, Renault, 6
4. Kimi Räikkönen, McLaren-Mercedes, 5
5. Jarno Trulli, Toyota, 4
6. Ralf Schumacher, Toyota, 3
7. Antonio Pizzonia, Williams-BMW, 2
8. Jenson Button, BAR-Honda, 1
9. Felipe Massa, Sauber-Petronas
10. Michael Schumacher, Ferrari
11. Jacques Villeneuve, Sauber-Petronas
12. Rubens Barrichello, Ferrari
13. Christian Klien, Red Bull-Cosworth
14. Mark Webber, Williams-BMW
15. David Coulthard, Red Bull-Cosworth
16. Takuma Sato, BAR-Honda
17. Tiago Monteiro, Jordan-Toyota
18. Robert Doornbos, Minardi-Cosworth
19. Christijan Albers, Minardi-Cosworth
20. Narain Karthikeyan, Jordan-Toyota